# سید هاشم حداد
سیّد هاشم موسوی حدّاد (۱۲۷۷ – ۲۱ خرداد ۱۳۶۳) از عارفان شیعی معاصر و از شاگردان برجسته سید علی قاضی بود.

## زندگی‌نامه
سید هاشم حداد در سال ۱۲۷۷ خورشیدی در کربلا زاده شد. پدرش سید قاسم در کربلا زندگی می‌کرد. جدّ او سید حسن از شیعیان هند بود که مدت‌ها قبل از هند به کربلا کوچ کرده بود.
سید هاشم حداد پس از سپری کردن دوران کودکی و نوجوانی در کربلا به دروس طلبگی و علمی مشغول شد و تا کتاب سیوطی را خواند. او از ۲۰ سالگی برای استفاده معنوی از سید علی قاضی به مدرسهٔ هندی در نجف رفت و در حجره‌ای منسوب به سید بحرالعلوم ساکن شد. قاضی چندین شاگردان برجسته داشت اما حداد مورد توجه خاص او بود. دلیل این توجه را شدت تجرید حداد دانست. همچنین او تنها شاگردی بود که موت اختیاری داشت. وی ۲۸ سال نزد قاضی شاگردی نمود.
حداد در کربلا ساکن و به آهنگری (نعل‌بندی) مشغول بود و از این جهت به «حدّاد» معروف شد. هرگاه سید علی قاضی به کربلا می‌رفت، در منزل وی وارد شده و سکنی می‌گزید.
حدّاد به شهرهای عراق و نیز سوریه و مکه و مدینه سفر کرد و دو ماه هم به ایران رفت. او در ایران با آیت‌اللّه میلانی و سید محمدحسین طباطبایی و بانو امین اصفهانی و مرتضی مطهری دیدار کرد. حدّاد در توحید بسیار تعصب داشت و کلمه فنا بیش از هر واژه دیگری بر زبان او جاری بود. او کشته شدن حسین بن علی در راه خدا را عالی‌ترین منظر عشق و زیباترین جلوه جلال و جمال و نیکوترین مظاهر اسماء رحمت و غضب الهی می‌دانست.
سیّد هاشم حدّاد در ۲۱ خرداد ۱۳۶۳ (۱۳ رمضان ۱۴۰۴ هجری قمری) به دلیل بیماری در کربلا در سن ۸۶ سالگی درگذشت. پیکر او در وادی الصّفای کربلا در مقبره‌ای دفن شد. آن مقبره پس از مدتی خودبه‌خود خراب شد و هم‌اکنون قبر مذکور در فضای باز وادی الصفا واقع است.

## شاگردان
سیدهاشم حدّاد شاگردان سلوکی متعدّدی داشت که از میان آن‌ها می‌توان به سید عبدالحسین دستغیب، سید عبدالکریم کشمیری، مصطفی خمینی، سید احمد فهری زنجانی و محمدصالح کمیلی خراسانی اشاره کرد. از میان شاگردان، به سید محمدحسین حسینی طهرانی علاقه خاصی داشت و پیوند میان این شاگرد و استاد تا پایان عمر پابرجا بود. کتاب روح مجرد نوشته علامه طهرانی، شرح زندگی او است. حدّد، علامه طهرانی را کتباً وصی شرعی و سلوکی خود منصوب کرده بود.
محمدصالح کمیلی در توصیف او گفته است؛ «ما هرچه داریم، از مرحوم حداد داریم و من در این راه استاد دیگری نمی‌شناسم و تا حالا هم ندیده‌ام. واقعاً ما دلدادهٔ ایشان بودیم و هستیم. ایشان نیاز به تعریف نداشت تا دیگران بخواهند تعریف کنند، بلکه خود ایشان معرّف خودشان بود. در همان اولین ملاقات، تصرفی ملکوتی و روحی در این جانب کرد و مرا به حضور پذیرفت. من استاد خود را با تصرف روحانی و نورانی خود شناختم، نه به توصیف دیگران، و در جذب روحی و باطنی ایشان مکرراً قرار می‌گرفتم و در این تصرفات معنوی و باطنی، توحید مطلق را در خود احساس می‌کردم و تمام جهان و اشیاء را ذوب شده در او می‌دیدم و روح من مانند یک پرندهٔ سبکبال بود که در آسمان‌ها پرواز می‌کند.»

## شخصیت علمی و عرفانی
از حداد، نوشته‌ای جز چند نامه باقی نمانده و نظریات و حالات او در کتاب روح مجرد (نوشته شاگرد او سید محمدحسین حسینی تهرانی) بیان شده‌اند. او به اشعار فارسی شمس مغربی، حافظ و مولوی علاقه فراوان داشت. اعتقاد وی به وحدت وجود، نقل سخنان محیی‌الدین ابن عربی، قرائت مثنوی جلال‌الدین مولوی و تمایلات عارفانه و … باعث انتقاد برخی متشرعین بر او شد. وی در صدد پاسخ به منتقدان خود برآمد و از طرفی با آن‌که برخی آرای ابن عربی را پذیرفته بود، اما از وی انتقاداتی نیز داشت.
حداد در علوم اسلامی صاحب نظر بود و هرگونه سؤالی از مشکل‌ترین مطالب منظومه حاجی، اسفار آخوند ملا صدرا، فصوص الحکم و مصباح الانس را پاسخ‌گو بود. وی قرآن را با صوت حزین و جذاب می‌خواند. وی اشعار شمس مغربی، ابن فارض و دوبیتی‌های باباطاهر را نیز با حس و آوازی پرسوز می‌خواند.
از دیدگاه اهل عرفان، وی در مقامات عرفانی از عوالم کثرت، عبور کرده و به فنا رسیده و حقیقت توحید ذات حق را درک کرده و آن را چشیده بود. صاحب کرامات، موت اختیاری و تجرد بود. اما طلب کرامات و اِعمال آنها را از حظوظ نفس می‌دانست.
علامه طباطبائی: «مرحوم قاضی ایشان را از مجالس و محافل خویش برکنار می‌داشت و در مرأیٰ و منظر سایر تلامذهٔ خود قرار نمی‌داد؛ همچون دُرّ قیمتی که او را درون صندوق، از أنظار مخفی نگاه دارند تا بتواند بهتر و بیشتر به حال و سلوک خود بپردازد.»